# Fran Krsto Frankopan

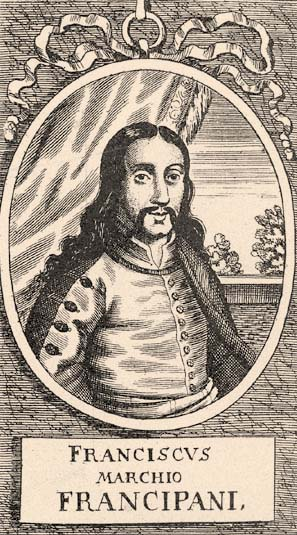
Franz Christoph Frangipani (um 1670)

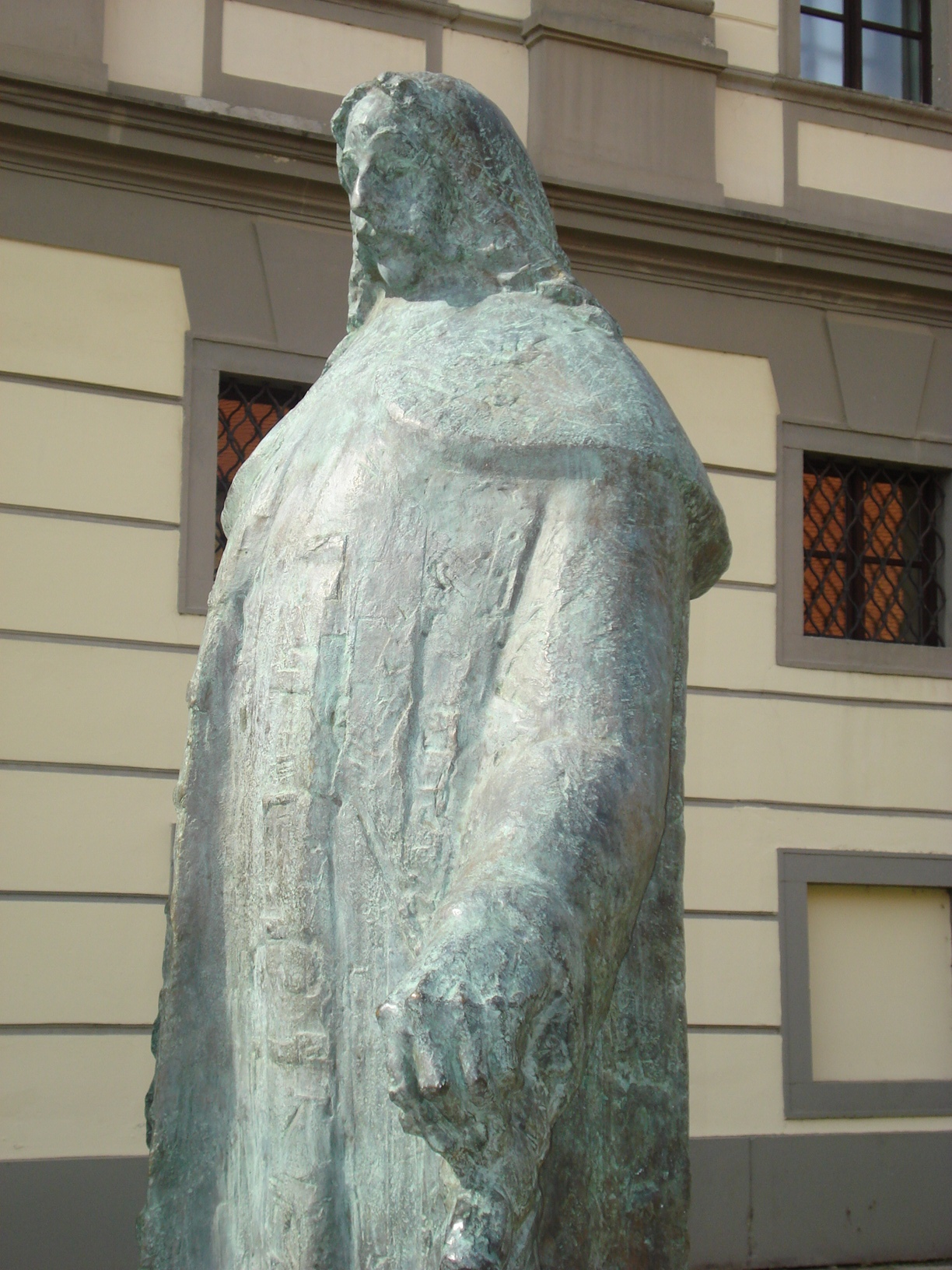
Die Skulptur Frankopans in der Zrinski-Burg in Čakovec

Franz Christoph Frankopan (lateinisch Franciscus Francipani, kroatisch Fran Krsto Frankopan, ungarisch Frangepán Ferenc Kristóf; * 4. März 1643 in Bosiljevo; † 30. April 1671 in Wiener Neustadt) war ein Politiker, Schriftsteller und Lyriker aus dem kroatischen Adelsgeschlecht Frankopan.
Frankopan war Markgraf von Istrien sowie Graf von Tersatz (Terszacz), einer Burg im damaligen Kroatien im Staatsverband mit Ungarn (heute zu Cazin, Bosnien und Herzegowina). Er wurde wegen seiner Beteiligung an der Magnatenverschwörung (in Kroatien: Zrinski-Frankopan-Verschwörung) durch Enthaupten hingerichtet.
Frankopan gilt gemeinsam mit Petar Zrinski in Kroatien, aber auch bei einigen Ungarn als Nationalheld, weil sie einerseits gegen die Osmanen und andererseits gegen die Herrschaft der Habsburgermonarchie gekämpft haben.
In Kroatien ist der Frankopans Spruch „Navik on živi ki zgine pošteno“ (Ewig lebt jener, der ehrenhaft gefallen ist) allgemein bekannt. Es ist ein Zitat aus Frankopans Dichtung Pozvanje na vojsku (Ruf zu den Waffen, Kriegsruf) aus dem Jahr 1665, ein zum Türkenkampf aufforderndes Lied.

## Leben

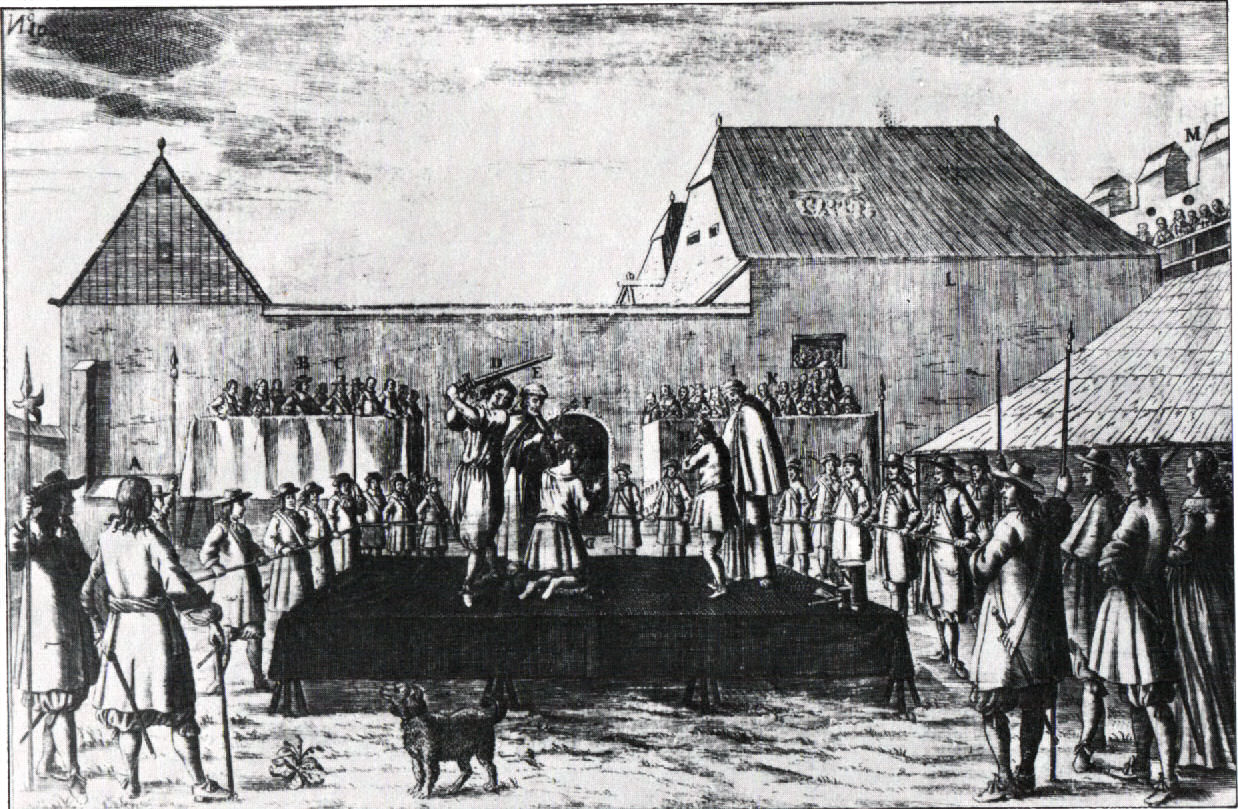
Hinrichtung von Frankopan und Zrinski auf dem Hauptplatz in Wiener Neustadt

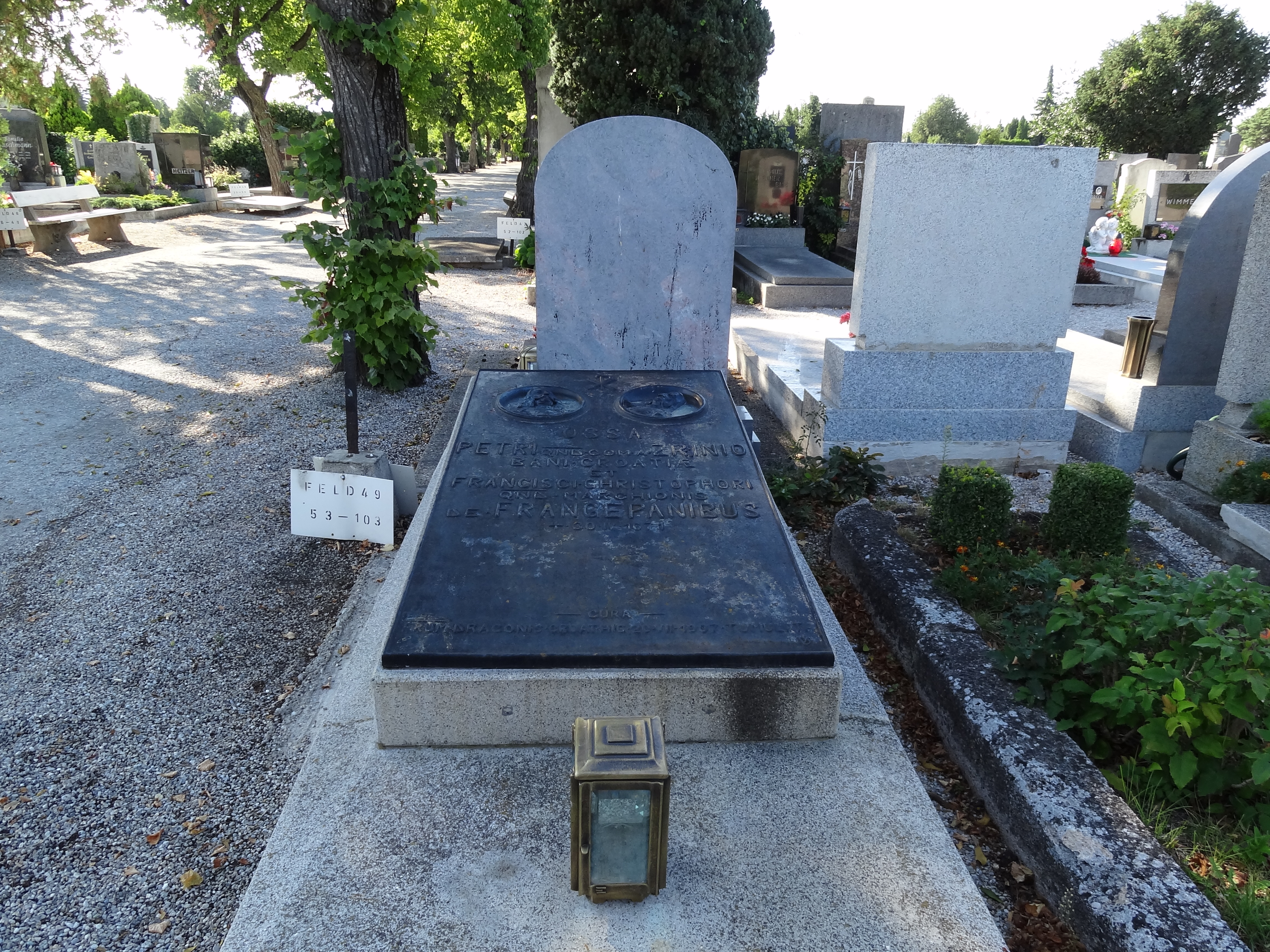
Grab Frankopans und Zrinskis in Wiener Neustadt

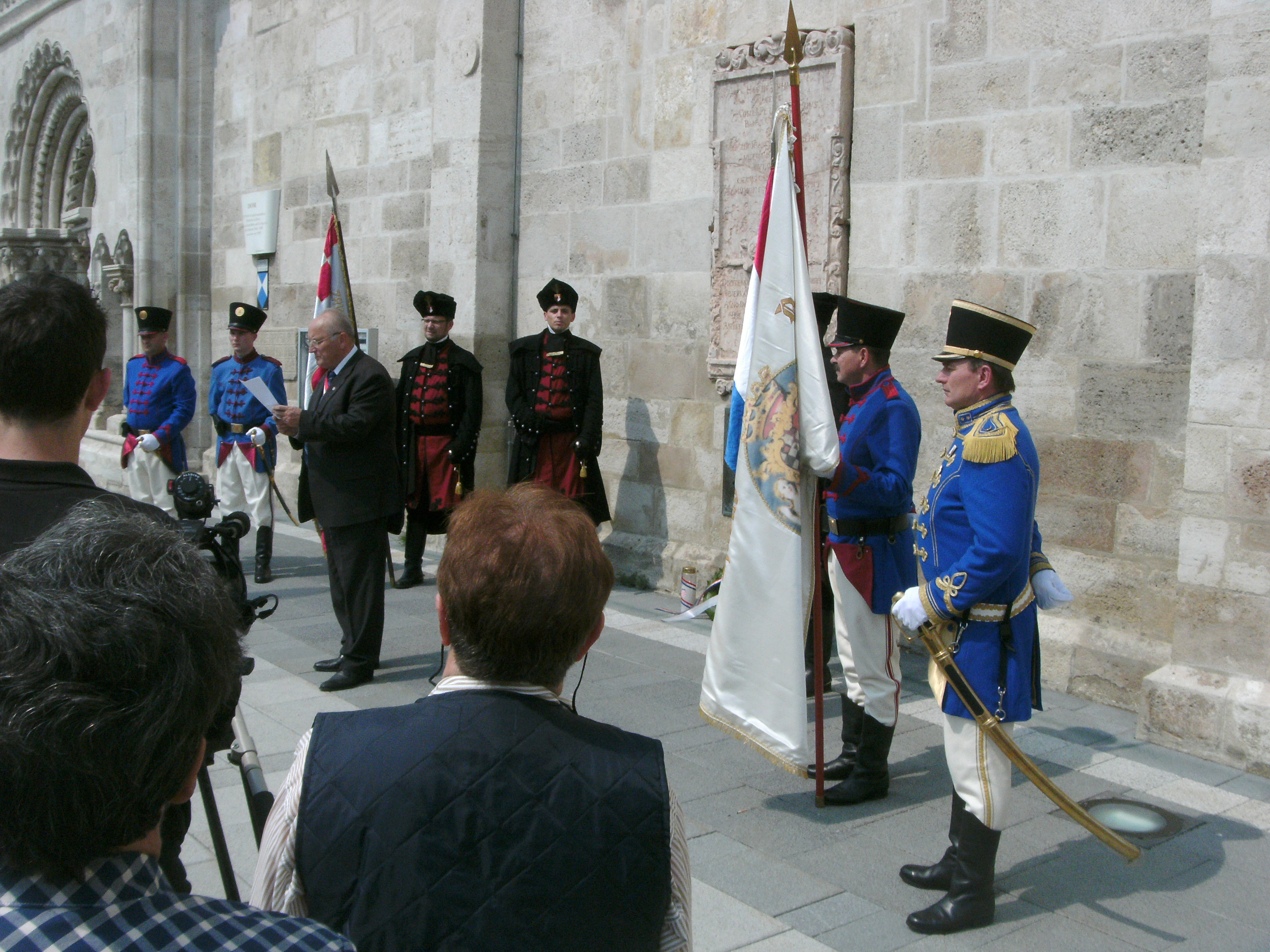
Gedenkfeier für Frankopan und Zrinski vor ihrem Denkmal am Wiener Neustädter Dom am 25. April 2011

Frankopan stand mit dem Palatin Franz Graf Wesselényi, Ferenc Graf Nádasdy und seinem Schwager Petar Zrinski an der Spitze der Zrinski-Frankopan-Verschwörung gegen Kaiser Leopold I. in Kroatien und Ungarn. 1671 wurde er deshalb wegen Hochverrats zum Tode verurteilt und zusammen mit Zrinski in Wiener Neustadt enthauptet. Vergeblich hatte er versucht, den Anklagepunkt, er habe sich mit den osmanischen Türken gegen das Königreich (Ungarn) und den (habsburgischen) König verschworen, mit der Behauptung zu entkräften, seine Vorfahren hätten schon seit der sagenhaften Schlacht bei Radkersburg (1418) loyal an der Seite der Habsburger gegen die Türken gekämpft. Frankopans Güter wurden eingezogen und seiner Familie der Adel aberkannt. Hauptsitz der Adelsdynastie war zuletzt das Schloss Ozalj nahe dem gleichnamigen Ort.

## Ehrungen
Der 30. April eines Jahres ist als „Tag der Hinrichtung von Petar Zrinski und Fran Krsto Frankopan“ (Dan pogibije Petra Zrinskog i Frana Krste Frankopana) ein nationaler Gedenktag in der Republik Kroatien.
Frankopan war zusammen mit Petar Zrinski auf der kroatischen 5 Kuna-Banknote abgebildet (2008 aus dem Umlauf genommen).
Die Republik Kroatien verleiht den 1995 gestifteten Orden des Petar Zrinski und des Fran Krsto Frankopan (Red Petra Zrinskog i Frana Krste Frankopana).